# Mandalgovi Airport
Mandalgovi Airport är en flygplats i Mongoliet.   Den ligger i provinsen Dundgobi, i den centrala delen av landet, 250 km söder om huvudstaden Ulaanbaatar. Mandalgovi Airport ligger 1 380 meter över havet.
Terrängen runt Mandalgovi Airport är lite kuperad.  Trakten runt Mandalgovi Airport är nära nog obefolkad, med mindre än två invånare per kvadratkilometer. Närmaste större samhälle är Mandalgov, 2,7 km norr om Mandalgovi Airport. Trakten runt Mandalgovi Airport består i huvudsak av gräsmarker.